# Sarapiku järv
Sarapiku järv, auch  Sarapikujärv, Kogrilaht, Suur Kogralaht (järv = See), ist ein See in der Landgemeinde Saaremaa im Kreis Saare, auf der größten estnischen Insel Saaremaa. Mit einer maximalen Tiefe von etwa 2 m ist der See ziemlich seicht. Etwa 400 Meter vom 38,5 Hektar großen See entfernt liegt das Dorf Kõruse-Metsaküla und einen Kilometer entfernt liegt die Ostsee.